# اردوگاه پناهندگان البص
اردوگاه البص (عربی: مخيم البص) برای پناهندگان فلسطینی در ۱٫۵ کیلومتری جنوب شهر صور واقع در استان لبنان جنوبی قرار دارد.

## تاریخچه
اردوگاه البص ابتدا توسط دولت فرانسه در سال ۱۹۳۹ برای پناهندگان ارمنی که از ارمنستان می‌آمدند، ساخته شد. در سال ۱۹۴۸، به پناهندگان فلسطین که از الجلیل می‌آمدند اختصاص داده شد و پناهندگان فلسطینی و ارمنی‌ها به آن منطقه منتقل شدند.

## وضعیت
محوطه اردوگاه البص حدود ۰٫۸ کیلومتر مربع است. شمار فلسطینیان در اردوگاه ثبت شده در پرونده آژانس کمک‌رسانی و کار سازمان ملل (UNRWA) حدود ۱۰ هزار نفر است که اکثر آنها از روستاها و شهرهای شمال فلسطین مانند رودخانه، ام‌الفرج، الزعب، میر، دامون، کافکارنا، الجش و حیف هستند.
ساکنان اردوگاه معمولاً در کشاورزی و ساخت فصلی کار می‌کنند. ساکنان اردوگاه در خانه‌های آجری بتونی زندگی می‌کنند، که بعضی از آنها توسط پناهندگان ساخته شده‌اند. سیستم‌های زهکشی آب و فاضلاب بین سال‌های ۲۰۰۷ تا ۲۰۰۸ بازسازی شد.